# Machaerina complanata
Machaerina complanata là loài thực vật có hoa trong họ Cói. Loài này được (Berggr.) T.Koyama mô tả khoa học đầu tiên năm 1956.